# District de Jian'an
Pour l’article homonyme, voir Jian'an.
Le district de Jian'an (chinois : 建安区 ; pinyin : Jiàn'ān Qū) est un district administratif de la province du Henan en Chine. Il est placé sous la juridiction de la ville-préfecture de Xuchang et remplace l'ancien xian de Xuchang.

## Histoire
Le district de Jian'an (建安区) remplace officiellement le xian de Xuchang (许昌县, Xǔchāng Xiàn) en février 2017[à vérifier], son nom se réfère à l'ère chinoise Jian'an[réf. souhaitée].

## Démographie
La population du district était de 784 338 habitants en 1999 et de 767 449 habitants en 2010.